# Episodi di Digimon Ghost Game

Logo della serie

Questa è la lista degli episodi dell'anime Digimon Ghost Game, decima serie animata del franchise Digimon.
La serie, prodotta da Toei Animation, è stata trasmessa in Giappone su Fuji TV dal 3 ottobre 2021 al 26 marzo 2023, sostituendo Digimon Adventure: nella stessa fascia oraria. Crunchyroll ha trasmesso la serie in simulcast in versione sottotitolata. La sigla d'apertura è FACTION cantata dai Wienners. In chiusura vengono adoperati diversi brani: Pedal (ペダル?, Pedaru) di Aiiro Apollo (ep. 1-12), Datte kyō made koiwazurai (だって今日まで恋煩い?) dei BMK (ep. 13-21), Hikari au mono tachi (ひかりあうものたち?) dei Bye-Bye-Hand no Houteishiki (ep. 22-31), Monster Disco (モンスターディスコ?, Monsutā Disuko) degli Shikao Suga x Hyadain (ep. 32-44), STRAWBERRY di kobore (ep. 45-57) e Take Me Maybe delle Penthouse (ep. 58+).
Il 6 marzo 2022, Toei Animation ha annunciato una pausa della trasmissione per la domenica successiva per via di una maratona femminile di Nagoya. Il 7 marzo 2022, le pagine social network di Toei Animation e di Digimon Ghost Game hanno rivelato che lo studio d'animazione è stato colpito da un attacco di pirateria informatica, portando così lo studio ad apportare diversi rinvii a partire dal 20 marzo 2022. In Giappone, Fuji TV ha deciso di ritrasmettere il primo episodio della serie il 20 marzo e una selezione di episodi nelle settimane successive.

## Lista episodi
| Nº | Titolo italiano Giapponese 「Kanji」 - Rōmaji - Traduzione letterale | In onda           | In onda |
| Nº | Titolo italiano Giapponese 「Kanji」 - Rōmaji - Traduzione letterale | Giapponese        |         |
| 1  | L'Uomo dalle Labbra Cucite 「缝口男」 - Kuchi nui otoko – "L'uomo dalle labbra cucite" | 3 ottobre 2021    |         |
| 1  | Dopo aver sentito alcune voci su un fantasma con labbra cucite che attacca gli studenti, facendoli apparentemente invecchiare, una delle vittime Hiro Amanokawa riesce a scappare, poi riceve uno strano orologio dal padre scomparso, lasciando però al suo posto un Digimon chiamato Gammamon di cui dovrà prendersi come ultime richiesta dell'uomo. I due infatti dovranno imparare subito dopo essere stati attaccati dal fantasma che si rivela Clockmon un Digimon che ruba il tempo delle persone per materializzarsi (per questo appare come ologramma) a collaborare e metterlo in fuga dopo averlo ferito. |                   |         |
| 2  | Il mistero del museo 「博物館ノ怪」 - Hakubutsukan no kai – "Il mistero del museo" | 10 ottobre 2021   |         |
| 2  | Hiro e Gammamon mentre imparano a convivere, indagano sulle voci riguardanti una mummia che rapisce gli umani di notte, e finiscono così per incontrare Mummymon, il quale si rivela il responsabile dei rapimenti. Durante lo scontro tra Gammamon e Mummymon, il primo riesce ad evolversi in BetelGammamon e sconfigge il suo avversario, facendogli capire che quello che fa è sbagliato. Poco dopo i due vedono un Digimon seguire una ragazza. |                   |         |
| 3  | Gli scarabocchi 「ラクガキ」 - Rakugaki – "Scarabocchi" | 24 ottobre 2021   |         |
| 3  | Nell'ultimo periodo un fenomeno misterioso chiamato "Akakusha" si verifica piuttosto frequentemente. Questa anomalia porta all'apparizione di uno strano graffito su una parte di una foto scattata da uno smartphone e accade sempre qualcosa di strano. I capelli delle persone crescono bruscamente oppure finiscono per farsi male. Tale fenomeno ha cominciato a verificarsi in Ruli Tsukiyano, a cui iniziano a scomparire le dita dalle mani e ciò le impedisce di suonare il pianoforte. Avndola vista seguire da un Digimon Hiro e Gammamon la contattano e raccontato dei Digimon le spiegano che Angoramon, affascinato dal suono del pianoforte della ragazza, vuole aiutarla a tornare normale rivelando l'identità del misterioso "Akakusha" ovvero Dracumon, che vuole materializzarsi, anche grazie al secondo orologio che Hiro ha portato per la ragazza. Alla fine Angoramon riesce a sconfiggere Dracumon, il quale riporta tutto alla normalità, e poi il primo diventa il partner di Ruli ma rimangono ignari che Dracumon non è stato del tutto sconfitto. |                   |         |
| 4  | La villa della bambola 「人形ノ館」 - Ningyō no yakata – "Il maniero delle bambole" | 31 ottobre 2021   |         |
| 4  | Hiro aiuta Ruli nei preparativi per la festa di Halloween della sua scuola quando un Pumpkinmon inizia a rapire studenti e docenti. Quando il duo e i loro partner Digimon scoprono cosa sta facendo, affrontano lui e i suoi seguaci, un branco di Ekakimon e Candmon. Successivamente sentono da Pumpkinmon che è solo da quando è rimasto da Digiworld, ma si è rallegrato quando le persone hanno messo decorazioni di Jack-o'-lantern che gli assomigliavano e hanno deciso di mettere forzatamente le sue decorazioni sulle loro teste per renderli suoi amici. Dopo averlo convinto che quello che sta facendo è sbagliato, Hiro e Ruli salvano i prigionieri e la festa di Halloween continua tranquillamente. |                   |         |
| 5  | Collera divina 「神ノ怒リ」 - Kami no ikari – "Rabbia divina" | 7 novembre 2021   |         |
| 5  | Kiyoshirō Higashimitarai un genio, tornato in Giappone dopo aver terminato gli studi negli Stati Uniti all'età di 13 anni, è perseguitato da un poltergeist che si verifica nella sua stanza. Tuttavia, è opera di Jellymon e, quando si materializza (grazie all'ultimo orologio di Hiro), si comporta come una regina e lo tratta con leggerezza. Allo stesso tempo, qualcosa di enorme si avvicina al dormitorio, ovvero Majiramon che controlla le ricchezze, il quale è arrabbiato con Kiyoshiro (quando in realtà è stata Jellymon) per aver ingannato i giochi di denaro online, confondendo l'e-commerce e disturbando il flusso di denaro. Mentre Hiro e gli altri provano a risolvere la situazione ma invano, Majiramon si reca al dormitorio per distruggere tutto ma Kiyoshirō riesce a far riappacificare il potente Digimon pentendosi perciò che ha fatto, così Majiramon, conscio della bontà d'animo del ragazzo, decide di andarsene affermando che tutto ciò che era impuro era stato purificato. |                   |         |
| 6  | La canzone maledetta 「呪ワレタ歌」 - Norowareta uta – "La canzone maledetta" | 14 novembre 2021  |         |
| 6  | Alcune voci riguardanti un karaoke infestato da un fantasma finiscono per attirare la curiosità di Hiro e Ruli. Le loro indagini li portano a incontrare il Digimon Sirenmon che tenta di rallegrare tutti con la sua musica, ma finisce per spaventare le persone. Con l'aiuto di Kiyoshirō, i bambini e i loro Digimon creano una trappola per Sirenmon e la affrontano, convincendola a partire per un viaggio con lo scopo di perfezionare il suo canto. |                   |         |
| 7  | Uccelli 「鳥」 - Tori – "Uccello" | 21 novembre 2021  |         |
| 7  | I proprietari di uccelli in tutta la città vengono attaccati da un branco di corvi che fanno fuggire i volatili dalle loro gabbiette. Mika, una delle amiche di Ruli, chiede il suo aiuto per ritrovare il suo passero scomparso. Convinti del fatto che dietro a questa storia vi sia un Digimon, Hiro e Ruli indagano sui luoghi in cui si sono verificati gli attacchi mentre Kiyoshirō scopre lo schema dietro quest'ultimi, rivelando che il prossimo obiettivo è un santuario degli uccelli che custodisce molti rapaci che potrebbero attaccare le persone una volta liberati. Per evitare questa spiacevole situazione, i bambini affrontano il Digimon responsabile, Yatagaramon il quale però si rivela troppo forte per loro, fino a quando Gammamon si evolve in KausGammamon, che costringe Yatagaramon a fuggire. Dopo la battaglia, alcuni degli uccelli liberati tornano dai loro rispettivi proprietari di propria volontà, incluso quello di Mika, con sua grande gioia. |                   |         |
| 8  | La parata notturna dei demoni 「百鬼夜行」 - Hyakki yakō – "Parata notturna dei demoni" | 28 novembre 2021  |         |
| 8  | Nonostante sia stato avvistato un enorme numero di mostri che percorrono le strade di notte, Ruli porta Hiro e Kiyoshirō a fare un giro in una pista di go-kart, dove vedono Sistermon Ciel che ruba uno dei veicoli su suggerimento di Jellymon. I bambini la inseguono ma finiscono per coinvolgere i loro Digimon in una corsa per la sopravvivenza contro MetalPhantomon, che costringe i partecipanti a correre in giro per tutta la notte, assorbendo coloro che cattura o tenta di fuggire. Dopo aver scoperto che la gara è stata ideata da Sistermon Ciel, Ruli la convince a combattere MetalPhantomon, fino a quando un Digimon sconosciuto non appare sulla loro strada e apre un portale che rimanda tutti i concorrenti a Digiworld, ad eccezione dei bambini e dei loro partner. |                   |         |
| 9  | Tempo distorto 「捻レタ時」 - Nejireta toki – "Tempo contorto" | 5 dicembre 2021   |         |
| 9  | Hiro viene colpito da uno strano effetto che colpisce il suo senso dello scorrere del tempo. Mentre cerca una risposta, si unisce a Ruli e Kiyoshirō in una visita a una biblioteca dove sentono alcune voci riguardanti gli avvistamenti di fantasmi e incontrano Bokomon e Bakumon. La loro conversazione viene interrotta quando appare Clockmon che attacca Hiro per vendicarsi di lui, rivelando che è lui a tormentarlo. Gammamon prende posizione per proteggere Hiro e durante il loro combattimento, una massa di energia oscura proveniente da Gammamon riflette l'attacco di Clockmon contro il nemico che rischia di essere eliminato dai suoi effetti. In un atto di misericordia, Gammamon si evolve in BetelGammamon e usa i suoi poteri per annullare gli effetti degli attacchi di Clockmon su di lui, salvandogli la vita. Dopo la battaglia, Clockmon si ricompone, scusandosi con i bambini per i problemi che ha causato e rimane con Bokomon e Bakumon in biblioteca per imparare a controllare i suoi poteri. |                   |         |
| 10 | Gioco mortale 「死ノ遊戯)」 - Shi no yūgi – "Gioco della morte" | 12 dicembre 2021  |         |
| 10 | I giocatori di un famoso picchiaduro online iniziano a scomparire dopo essere stati sconfitti da un personaggio femminile sconosciuto. Koutarou, uno degli amici intimi di Hiro, viene rapito di fronte a lui mentre sta partecipando al gioco, perciò Hiro e Kiyoshirō si consultano con Bokomon per ottenere informazioni in merito, scoprendo che i rapimenti devono essere opera dei fratelli Digimon Kinkakumon e Ginkakumon, e che i giocatori catturati devono essere all'interno del corpo di Ginkakumon per essere lentamente trasformati in sakè. Per attirare i colpevoli, Kiyoshirō partecipa al gioco e attira l'attenzione di Kinkakumon. Jellymon combatte Kinkakumon con l'aiuto di Kiyoshirō ma viene sopraffatto, fino a quando Kiyoshirō supera brevemente la sua codardia e fa evolvere Jellymon in TeslaJellymon, che la sconfigge. Riconoscendo la loro sconfitta, Kinkakumon e Ginkakumon liberano i giocatori prigionieri e promettono di non rapire più altre persone. |                   |         |
| 11 | Kamaitachi 「カマイタチ」 - Kamaitachi – "Kamaitachi" | 19 dicembre 2021  |         |
| 11 | Ruli si allontana dopo essere finita in una situazione imbarazzante con Angoramon e incontrano Reppamon, un Digimon basato sul kamaitachi che decide di attaccarli all'interno di una foresta. Tuttavia arrivano Hiro e KausGammamon che sconfiggono il Digimon e scoprono che in realtà quest'ultimo ha un conflitto con la propria coda che si rivela senziente e mai d'accordo con Reppamon. Alla fine Ruli e Angoramon insegnano al Digimon e alla sua coda l'importanza del rispetto del prossimo e la situazione si risolve al meglio. |                   |         |
| 12 | La lettera porta sfortuna 「不幸ノ手紙」 - Fukō no tegami – "Lettera di sventura" | 26 dicembre 2021  |         |
| 12 | Kiyoshiro cancella una e-mail a catena di sant'Antonio che riceve da un professore che conosce, facendo emergere dal suo videogioco uno sciame di Zassoumon, Digimon simili a piante. Successivamente altri Zassoumon iniziano a materializzarsi in tutta la città ogni volta che qualcuno cancella la famigerata e-mail dalla propria posta elettronica e portano subito il caos. Hiro e i suoi amici fanno il punto della situazione e Bokomon li avvisa che devono fermare gli Zassoumon prima che sovrappopolino il mondo. Intanto gli Zassoumon hanno iniziato a fondersi insieme e di conseguenza sono diventati ancora più forti mentre i Digimon dei protagonisti li affrontano in una dura battaglia. Ad un certo punto arriva un altro Zassoumon con un bastone che afferma di essere l'originale e spiega ai ragazzi che dopo aver essere giunto nel mondo umano si è moltiplicato per avere un amico, ma il suo clone è scappato via e ha iniziato a moltiplicarsi ulteriormente finendo per andare a cercare l'acqua necessaria per mantenersi. Dopo aver chiarito come sono andate le cose, Zassoumon e i suoi cloni se ne vanno, dicendo che non avrebbero più disturbato gli esseri umani. |                   |         |
| 13 | Il boia 「処刑人」 - Shokeinin – "Esecutore" | 9 gennaio 2022    |         |
| 13 | Nel corso di una notte un Gorimon sta mangiando qualcosa ma viene improvvisamente eliminato da un essere misterioso nascosto dietro l'angolo. Il giorno dopo, Clockmon e Monitamon mostrano ai ragazzi e i loro Digimon le registrazioni di due giorni prima in cui un Salamandamon viene ucciso con estrema facilità da qualcuno che rimane nell'ombra. Dato che lo spietato Digimon sta uccidendo senza fare distinzioni, Clockmon propone un'alleanza per combattere il nemico in comune. Rivedendo la registrazione sentono la voce dell'assassino che dice "9-9-5" in tedesco che sembra corrispondere al numero delle sue vittime. Il giorno successivo, i ragazzi cercano una pista da seguire per trovare il famigerato boia mentre Jellymon indaga da sola e si imbatte proprio in quest'ultimo ma viene salvata da Angoramon. Anche il resto del gruppo è lì per supportarla e Bokomon rivela che il boia è Sealsdramon che sta affrontando la Selection D, ovvero l'esame finale per diventare assassino. Gammamon viene preso di mira ma in suo soccorso giunge Bokomon che si sacrifica, così il primo si fa prendere dalle emozioni negative, evolve in GulusGammamon e annienta il suo avversario senza pietà. GulusGammamon cerca poi di aprire una spaccatura nello spazio ma Hiro riesce a farlo rinsavire e regredisce in Gammamon. Alla fine si scopre che Bokomon è diventato un Digiuovo che quando si schiuderà gli permetterà di ricominciare un'altra vita ma non avrà più i ricordi della precedente, poi l'uovo viene portato via da BlackTailmon.                                                                                |                   |         |
| 14 | Zashiki warashi 「座敷童」 - Zashiki Warashi – "Zashiki-warashi" | 16 gennaio 2022   |         |
| 14 | Il gruppo di Hiro accompagna Kiyoshiro in un resort in cui dovrà partecipare a una conferenza. Più tardi Hiro tenta di rallegrare Gammamon che è ancora abbattuto per la morte di Bokomon. In seguito scoprono che il luogo in cui si trovano è infestato da un Koemon, un Digimon simile a una scimmia che fa spesso scherzi agli inquilini. I suoi scherzi finiscono per diventare sempre più frequenti e porta presto lo sgomento dei datori di lavoro del resort. Hiro e gli altri iniziano a indagare in merito al caso e incontrano Koemon il quale racconta quando finì nel mondo degli esseri umani nessuno poteva vederlo tranne che un'anziana signora che si dimostrò molto gentile con lui e ha bel ricordo dei momenti passati insieme. Tuttavia un giorno la signora passò a miglior vita e così Koemon rimase solo con un gran voglia di giocare per evitare di rimanere vittima della solitudine. Hiro allora propone a tutti di uscire fuori e chiede ai vari Digimon di combinare i loro attacchi per creare dei fuochi d'artificio in cielo per rallegrarlo. Durante lo spettacolo di luci, Koemon si convince a voler viaggiare per il mondo per conoscere altre persone e altri Digimon. |                   |         |
| 15 | La dimora del veggente 「占イノ館」 - Uranai no yakata – "Il maniero del chiromante" | 23 gennaio 2022   |         |
| 15 | Ruli e Aoi aiutano la loro amica Mika a trovare Mephisto, un indovino itinerante che può risolvere qualsiasi problema si abbia. Nel frattempo, Jellymon fruga tra alcune cianfrusaglie in cerca di un affare e trova una statua pietrificata di una giovane donna. Più tardi si scopre che Mephisto non è altri che Phelesmon, un Digimon demone che ha trasformato le persone in pietra e ha conservato gli esemplari ideali per la sua collezione. Dopo aver scoperto la vera identità dell'indovino, Phelesmon e altri suoi simili iniziano ad attaccare Ruli e le altre ragazze ma interviene Angoramon che evolutosi in SymbareAngoramon combatte contro tutti gli avversari. Sopraggiungono anche BetelGammamon e TeslaJellymon per dargli supporto ma Phelesmon si arrende e decide di andarsene altrove per ritentare la sorte. Prima di sparire, il Digimon demone fa ritornare tutte le persone pietrificate alla normalità, e poi Ruli si ricongiunge con Aoi e Mika. |                   |         |
| 16 | Il bosco del mangiauomini 「人喰ノ森」 - Hitokui no mori – "La foresta mangiauomini" | 30 gennaio 2022   |         |
| 16 | Hiro porta Gammamon in campeggio da solo con lui e viene a sapere dal gestore del campeggio che ultimamente alcuni campeggiatori se sono andati senza pagare e sembrano essere spariti per mano di Kasumi-sama, la divinità di un santuario lì vicino. Successivamente Hiro e Gammamon trascorrono un po' del loro tempo serenamente e ad un certo punto sentono un urlo dal bosco vicino e decidono di entrarvi per scoprire cosa sta accadendo. Tuttavia il luogo si rivela tutt'altro che ospitale dato che le persone che vi entrano vengono sviate da una nebbia inquietante e scompaiono una dopo l'altra. Intanto che Ruli, Kiyoshiro e i loro Digimon cercano di raggiungere il bosco, Hiro e Gammamon incontrano MoriShellmon che spiega che recentemente nel bosco è arrivato Jyureimon che ha iniziato a creare problemi. BetelGammamon affronta Jyureimon ma si trova in difficoltà, poi sopraggiungono gli amici di Hiro e il Digimon viene aiutato da SymbareAngoramon, TeslaJellymon e MoriShellmon con i quali sconfiggono l'avversario che decide di ritirarsi. Tornata la pace, le persone scomparse riappaiono e possono finalmente tornarsene a casa, mentre MoriShellmon promette a Hiro che farà del suo meglio per proteggere il bosco da eventuali altri invasori. |                   |         |
| 17 | Inferno ghiacciato 「極寒地獄」 - Gokkan jigoku – "Inferno gelido" | 6 febbraio 2022   |         |
| 17 | Kiyoshirō porta i suoi amici alla sala di controllo da lui creata per la centrale geotermica Shiraodake, la quale è particolarmente resistente ai danni riportati dalla neve. Grazie all'energia geotermica è possibile alimentare le terme e in più il sistema è progettato per funzionare in maniera autonoma e quindi non sono necessari eventuali tecnici per gestirla. Mentre perlustrano l'impianto, un Digimon dalle intenzioni minacciose inizia ad avvicinarsi alla centrale. Kiyoshirō inizia ad occuparsi della manutenzione ma il luogo viene presto attaccato da Frozomon, che ha iniziato a creare valanghe di ghiaccio all'esterno. La temperatura si abbassa in maniera considerevole e la situazione inizia a precipitare. Ruli riesce a fuggire all'esterno mentre gli altri si nascondono da Frozomon e tornano nella sala controllo ma nel giro di alcune ore rischiano di morire assiderati. Fortunatamente per loro, Ruli e TeslaJellymon uniscono le forze e sconfiggono Frozomon, ma arrivano alcuni Digimon di ghiaccio che sostengono che quello è il loro comandante e chiedono di sospendere le ostilità. Questi spiegano che tutti loro stavano semplicemente cercando di andare in un luogo più freddo ma la centrale glielo impediva così Kiyoshirō spegne temporaneamente l'impianto e i Digimon di ghiaccio se ne vanno. |                   |         |
| 18 | La terra dei bambini 「子供ノ国」 - Kodomo no kuni – "La terra dei bambini" | 13 febbraio 2022  |         |
| 18 | Una notte appare un Digimon che convince un bambino ad andare via con lui. Il giorno dopo, a casa di Hiro si presentano due Hawkmon che affermano che il loro amico umano Kazuma è scomparso nel nulla da una settimana. Hiro ne parla con Kiyoshirō e questi inizia a indagare per conto suo insieme a Jellymon e scopre che i genitori di Kazuma non hanno ricordi del figlio. In seguito apprendono da un Mushmon che sono iniziati a sparire anche alcuni Digimon. Le indagini dei ragazzi proseguono è scoprono che si tratta di Petermon che porta via i bambini su una fantomatica "Isola che proprio non c'è" attraverso un portale. Petermon si accorge della loro presenza e rapisce i due Hawkmon, e più tardi cancella parte dei ricordi dei ragazzi per depistarli. Ruli e gli altri riescono però a recuperare la memoria e organizzano un piano che prevede di utilizzare Gammamon come esca. Il Digimon infatti si fa portare via da Petermon e giunge nella dimensione parallela dove trova i bambini e i Digimon rapiti, poi Petermon torna indietro. Hiro e gli altri arrivano anche loro dall'altra parte e qui devono vedersela con Petermon che non vuole che i bambini diventino adulti. I due Hawkmon si evolvono in Orcamon, salvano Kazuma e con il loro potere svegliano gli altri bambini e ciò innesca le evoluzioni degli altri Digimon. Hiro fa poi capire a Petermon che il suo punto di vista è sbagliato ed è giusto che i bambini possano diventare adulti, cosa che viene poi confermata anche da CaptainHookmon. Alla fine Petermon ingaggia un combattimento con quest'ultimo e riporta i bambini indietro.            |                   |         |
| 19 | L'ora delle streghe 「逢魔ガ時」 - Ōmagatoki – "L'ora delle streghe" | 20 febbraio 2022  |         |
| 19 | Una sera, un uomo sta per tornare a casa ma sente una voce che gli dice che vuole portarlo in un luogo divertente e lo fa scomparire. Altrove, Hiro affida a Gammamon una commissione mentre Ruli e Angoramon parlano di un romanzo sull'ora delle streghe secondo il quale al tramonto è molto probabile imbattersi in strani fenomeni. Ruli inizia a sentire una strana voce e scompare sotto gli occhi di Angoramon, e poco dopo anche Hiro viene rapito. Intanto che Kiyoshirō e Jellymon tengono d'occhio Gammamon, sia Hiro che Ruli si ritrovano in due posti diversi. Dopo un po' Gammamon viene avvicinato da Pickelmon, il quale cerca di portare via anche Kiyoshirō ma interviene Angoramon che lo riconosce subito e gli chiede di riportare indietro Ruli. L'obiettivo di Pickelmon è quello di impossessarsi dei bracciali dei ragazzi che se continueranno a restare nell'altra dimensione temporale finiranno per diventare un tutt'uno con essa. Mentre Hiro e Ruli vengono inseguiti dai rispettivi cloni, Gammamon e gli altri si fanno strada attraverso un portale e salvano Hiro. Pickelmon si arrabbia e impegna gli altri Digimon in un combattimento. Angoramon riesce poi a salvare Ruli e Pickelmon si redime in quanto ha visto che in futuro Gammamon compirà grandi imprese e perciò vuole diventare suo amico. I ragazzi vengono riportati indietro nel loro tempo e tutto torna alla normalità. |                   |         |
| 20 | La prigione di fuoco 「炎ノ監獄」 - Honō no kangoku – "Prigione di fiamme" | 27 febbraio 2022  |         |
| 20 | Hiro e i suoi amici visitano un parco divertimenti dove incontrano due Digimon, DarkLizarmon (simile a un drago avvolto dalle fiamme) e Saberdramon (somigliante a un uccello gigante), i quali si rivelano alla ricerca del BlackTailmon che consegna sempre dei pacchi per posta a Hiro. I due Digimon sono piuttosto arrabbiati e vogliono che il ragazzo li conduca da BlackTailmon perché hanno un conto in sospeso con quest'ultimo ma Hiro non sa praticamente nulla e non può nemmeno rintracciarlo. DarkLizarmon e Saberdramon immobilizzano gli amici di Hiro e poi attaccano quest'ultimo, il quale è costretto a breve fuga a bordo di WezenGammamon. Lo scontro riprende poco dopo e Gammamon alterna le sue evoluzioni per confondere gli avversari, poi questi rivelano che in passato tentarono di salvare un umano da un incendio ma non vi riuscirono e come se non bastasse gli altri testimoni presenti hanno iniziato a pensare che fossero stati loro gli artefici del disastro in quanto mostri. Terminata la battaglia, BlackTailmon arriva sulla scena e apre un portale per il Mondo Digitale, così DarkLizarmon e Saberdramon decidono di varcarlo per tornare a casa. |                   |         |
| 21 | L'esca del ragno 「蜘蛛ノ誘惑」 - Kumo no yūwaku – "La tentazione del ragno" | 6 marzo 2022      |         |
| 21 | Hiro incontra una scienziata che afferma di essere una collega di sua madre e afferma di conoscere dell'esistenza di Gammamon, invitando lui e i suoi amici a una mostra di insetti al centro commerciale. Nonostante un po' di esitazione, il gruppo accetta e finisce per cadere in una trappola mentre la donna rivela la vera identità, ovvero quella di Arukenimon, un sadico Digimon aracnide che si nutre di cervelli umani. Gammamon evolve GulusGammamon e riesce ad eliminare Arukenimon in un combattimento. Prima che GulusGammamon possa regredire dice a Hiro di stargli lontano perché non è ancora il momento, senza specificare cosa intenda, dopodiché il Digimon torna ad essere Gammamon ma perde i sensi tra le braccia del ragazzo. |                   |         |
| 22 | Incubo 「悪夢」 - Akumu – "Incubo" | 17 aprile 2022    |         |
| 22 | Jellymon avvia una nuova attività chiamata "terapia avanzata del sonno" grazie a Pilomon, un Digimon cuscino in grado di far addormentare il prossimo. Il servizio ha lo scopo di fornire un sonno riposante sotto i fiori di ciliegio, ma all'improvviso, i partecipanti addormentati iniziano a gemere per il dolore e subiscono addirittura delle lesioni apparentemente immotivate. Ruli e Angoramon, che erano giunti poco prima che si verificasse l'incidente, hanno finito a loro volta per partecipare alla terapia del sonno e finiscono per essere attaccati da SkullGreymon nei loro sogni. Ruli e Angoramon cercano disperatamente di scappare, ma ogni qualvolta che ci provano si trovano sempre dinanzi a SkullGreymon e rimangono bloccati in un ciclo infinito. Intanto nel mondo reale le ferite che subiscono iniziano a manifestarsi sui loro corpi. Dopo essere stati raggiunti da Kiyoshiro e Jellymon, i quattro scoprono che questo è l'incubo di Pilomon e decidono di sfruttare le caratteristiche dei sogni lucidi per portarsi in vantaggio e sconfiggere SkullGreymon. Nonostante la tattica ciò si rivela inutile in quanto il nemico sembra invincibile e perciò svegliano Pilomon ed escono dal mondo dei sogni. Tornati nel mondo reale, le ferite spariscono immediatamente e tutto torna alla normalità. |                   |         |
| 23 | L'insetto che geme 「ウメク蟲」 - Umeku mushi – "Insetti gemiti" | 24 aprile 2022    |         |
| 23 | Hiro e i suoi amici apprendono da Clockmon di un fenomeno in cui i Digimon diventano violenti durante le notti di luna rossa e li raccomanda di stare attenti. Presto però si verifica ciò che temeva Clockmon e così Gammamon, Angoramon e Jellymon attaccano improvvisamente i rispettivi partner e scappano via. Hiro e gli altri fanno visita a Mummymon per chiedergli un consiglio in quanto credono che i loro Digimon possano essere malati, ma Mummymon gli dice di non avere idea di cosa si tratti e di portarli da lui il prima possibile. Clockmon scopre che la causa di ciò è una foschia rossa e così Mummymon analizza la sostanza e rinviene che sono squame di Morphomon e che quelle di colore rosso indicano che il Digimon in questione è in una brutta situazione. Hiro riesce a portare alla normalità Gammamon per caso e scopre che un Morphomon catturato da un essere umano sta inviando un segnale di soccorso attraverso Internet. Successivamente scoprono che il segnale proviene da un satellite e perciò i ragazzi, Gammamon e Clockmon uniscono le forze per distruggere l'apparecchio, poi Kiyoshiro trova la posizione di Morphomon e Clockmon va in suo soccorso, trovando il Digimon prigioniero di una ragazza che lo voleva analizzare. |                   |         |
| 24 | Amore contorto 「歪ンダ愛」 - Yuganda ai – "Amore distorto" | 1º maggio 2022    |         |
| 24 | In città una misteriosa creatura ha iniziato ad attaccare alcune persone tramutando i loro arti con delle edere. Tali eventi vengono visti da un ragazzo di nome Yuto Takanashi, il quale dà una mano al padre come fiorista. Sconvolto dalla situazione, Yuto decide di rivolgersi a Hiro per indagare sulla faccenda e desidera che coinvolga anche Ruli. In seguito viene attaccato dal mostro ma per sua fortuna arriva Gammamon che lo salva. Dopo aver ricapitolato la situazione, Hiro, Ruli e Kiyoshirō si recano nella serra di Yuto e qui gli viene teso un agguato da Ajatarmon, un Digimon pianta follemente innamorato di Yuto che ha intenzione di trasformarlo in un Digimon come lei. BetelGammamon e SymbareAngoramon affrontano Ajatarmon e la sconfiggono, poi questa cerca invano di diventare un essere umano dinanzi alla persona che gli piace ma si dissolve. |                   |         |
| SP | Uno strano mondo raccontato da Takenaka Naoto 「竹中直人が語る怪奇の世界」 - Takenaka Naoto ga kataru kaiki no sekai – "Il mondo misterioso di cui parla Naoto Takenaka" | 8 maggio 2022     |         |
| 25 | Il banchetto cremisi 「紅ノ饗宴」 - Kurenai no kyōen – "Festa rossa" | 15 maggio 2022    |         |
| 25 | Ruli viene invitata dalla società di tendenza chiamata Scarlatto Vento, un luogo privilegiato a cui si può accedere solo si è membri platino. Tuttavia in tale luogo l'amministratore delegato Kyogoku Aviel sfrutta una serie di incontri per i membri platino per vampirizzare donne e ragazze. Ruli, ignara della cosa, va allo Scarlatto Vento e qui riconosce Dracumon, lo stesso che in passato le causò diversi problemi. Dracumon cerca di aggredire Ruli ma viene polverizzato dai pipistrelli di Aviel e intanto Angoramon sta cercando di farsi strada per raggiungere la sua partner umana seguito a ruota da Hiro, Kiyoshirō e i loro Digimon. Avil rivela che il suo scopo è quello di permettere ai vampiri come lui di dominare il mondo e mostra il suo vero aspetto, quello di Vamdemon, un Digimon vampiro. BetelGammamon si batte con lui ma viene sconfitto, poi si super evolve in Canoweissmon e annienta il suo avversario. A seguita della sconfitta di Vamdemon, i suoi servitori fuggono via e i suoi malefici vengono annullati portando tutte le persone alla normalità. |                   |         |
| 26 | La dimora affamata 「飢餓屋敷」 - Kiga yashiki – "Dimora cannibale" | 22 maggio 2022    |         |
| 26 | Angoramon incontra Digitamamon, un Digimon a forma d'uovo e suo vecchio amico che rivela di far trascorso il suo tempo nel mondo umano in una casa vuota. Dopo avergli parlato dei suoi amici umani, Digitamamon gli chiede se può fargli conoscere la sua partner Ruli e lui accetta. Alla sera il Digimon chiede alla ragazza se desidera andare a fare visita al suo amico e lei accetta e in più si mette d'accordo con Hiro e gli altri affinché vengano anche loro. Il giorno dopo però Ruli e Angoramon si presentano in anticipo alla villa e decidono di entrare prima e qui trovano Digitamamon ad accoglierli. Mentre sono in strada, Kiyoshirō fa notare a Hiro che quella casa è la famigerata dimora mangiauomini di cui si sente parlare tanto in giro e che in passato divorò un'intera famiglia, perciò informano Ruli della cosa al telefono ma lei non gli crede. In seguito Digitamamon cerca di divorare Ruli e Angoramon glielo impedisce. Il Digimon uovo rivela di come si è materializzato nel mondo reale e che si è nutrito delle anime degli esseri umani per mantenersi. SymbareAngoramon, TeslaJellymon e Canoweissmon affrontano Digitamamon, il quale viene ucciso da a malincuore da SymbareAngoramon. Tuttavia prima di scomporsi, Digitamamon chiede al suo vecchio amico se lui sia un Digimon oppure un umano. |                   |         |
| 27 | Il siero di bellezza mostruoso 「美妖液」 - Biyōeki – "Il siero di bellezza del mostro" | 29 maggio 2022    |         |
| 27 | Hiro legge in Internet un articolo in cui si parla della sparizione di alcune persone quando queste sentono improvvisamente il suono dell'acqua che gocciola dal nulla e perciò decide di fare luce sul mistero. Una notte, Niijima, la custode del dormitorio di Kiyoshirō, viene trasformata in una sfera d'acqua da un Digimon idrocinetico di nome Splashmon e Hiro lo sorprende ma non riesce a fare molto ma in compenso recupera una goccia d'acqua che reagisce in maniera autosenziente. I ragazzi si riuniscono il giorno dopo per capire come risolvere la questione per il meglio e grazie alla goccia tentano di stanare Splashmon ma non riescono nell'intento. Il giorno dopo però la goccia li conduce in uno yacht avvolto all'interno da sfere d'acqua e vengono attaccati da Splashmon. Questi rivela che ha catturato gli esseri umani per cercare di creare il siero di bellezza definitivo il quale è alimentato dalla paura delle persone. I Digimon si evolvono e si scontrano contro Splashmon ma questi si mostra un avversario troppo forte e dopo che Gammamon e Jellymon sono stati catturati, gli altri tentano di scappare. Ruli riesce a creare una distesa di neve grazie al suo Digivice e il nuovo campo di battaglia mette in difficoltà Splashmon, che viene sconfitto da SymbareAngoramon che lo congela. Terminato lo scontro, le persone catturare dal Digimon malvagio vengono liberate ma non hanno ricordo di ciò che è successo. Alla fine arriva BlackTailmon che porta via la statua di Splashmon e accetta di consegnare una lettera scritta da Hiro a suo padre.                                             |                   |         |
| 28 | Il ladro di facce 「顔取リ」 - Kao tori – "Prende il volto" | 5 giugno 2022     |         |
| 28 | Hiro e gli altri vanno a controllare il loro compagno di classe Kotaro Nomura dopo che questi si è rinchiuso nel suo dormitorio per diversi giorni e scoprono che la sua faccia è stata rubata dal Digimon a quattro braccia Asuramon. Si scopre che quest'ultimo è diventato un ladro di facce per sperimentare le emozioni umane. Le azioni di Asuramon iniziano a intensificarsi man mano che le sue vittime diventano sempre più deboli e Ruli e Kiyoshiro finiscono tra le sue grinfie. Canoweissmon lotta un po' con lui ma regredisce a KausGammamon, poi Hiro lo difende e viene rubata anche la sua faccia. Angoramon riesce poi a convincere Asuramon a restituire le facce che ha rubato e fa compiere l'azione a Kongoumon che riporta tutto alla normalità. |                   |         |
| 29 | Il polline del mostro 「妖花粉」 - Yō kafun – "Polline di mostri" | 12 giugno 2022    |         |
| 29 | Un pomeriggio, Kiyoshiro e Jellymon incontrano una bambina smarrita di nome Yuina ai grandi magazzini. Nel frattempo all'esterno dell'edificio si sta diffondendo una strana nebbia verdastra e le persone che vengono a contatto con essa perdono i sensi. Yuina si affeziona presto a Kiyoshiro e Jellymon e vengono successivamente attaccati da uno sciame di Kodokugumon, Digimon con le sembianze di ragno che sono in qualche modo correlati alla nebbia velenosa. Nel frattempo sia Hiro che Ruli vengono a conoscenza dei recenti eventi e iniziano a indagare per conto loro mentre Angoramon sorvola la zona interessata e scopre che il responsabile della nebbia è un Digimon. Dopo aver lasciato Yuina al sicuro, Kiyoshiro e TeslaJellymon si imbattono in Toropiamon la causa scatenante dell'intera vicenda e lo affrontano. Kiyoshiro riesce a superare le sue paure e innesca la super evoluzione del suo Digimon che diventa Thetismon e sconfigge Toropiamon. Quando i ragazzi si sono riuniti, Toropiamon spiega che aveva disperso il suo polline per farsi trovare dagli amici che aveva perso di vista e poco dopo alcuni suoi simili giungono sul luogo e prendono il volo per dirigersi altrove. |                   |         |
| 30 | Cattive compagnie 「悪友」 - Akuyū – "Cattive compagnie" | 19 giugno 2022    |         |
| 30 | I Digimon peluche ExTyranomon e WaruMonzaemon fanno amicizia con una studentessa di nome Kayono Aramaki che ha alcuni problemi sociali e che si è rinchiusa nella sua camera da letto da tempo. Quando i genitori entrano nella stanza, ExTyranmon trasforma il padre di Kayono in una bambola in modo che non possa più darle alcun fastidio. Presto la stessa sorte capita a uno dei suoi insegnanti che è venuta a trovarla, a un fattorino, un'assistente sociale della scuola ed Aoi. La stessa sera Hiro e Gammamon intravedono un Monzaemon in giro per la città, Kayono e i suoi Digimon escono di casa e iniziano a trasformare altre persone in bambole mentre Ruli si reca a casa di Kayono per andare a vedere come sta. Kiyoshiro e Jellymon vengono trasformati a loro volta in bambole e presto Hiro, Ruli e i loro Digimon incontrano Kayono. Mentre BetelGammamon e SymbareAngoramon affrontano ExTyranomon e WaruMonzaemon, Kayono si rende conto dei suoi errori grazie a Monzaemon e scopre che i suoi due Digimon l'hanno solamente sfruttata per i loro fini. Canoweissmon e Monzaemon sconfiggono i loro avversari che si redimono e poi Monzaemon riporta tutte le persone al loro aspetto originale. |                   |         |
| 31 | La lama assassina 「辻斬リ」 - Tsujigiri – "Lama assassina" | 26 giugno 2022    |         |
| 31 | Angoramon viene a sapere da Reppamon che in città è stato avvistato un Digimon che sta praticando lo tsujigiri assassinando indistintamente sia umani che Digimon. La cosa più particolare è che le testimonianze sono sempre discordanti riguardo all'aspetto che ha il famigerato killer. Angoramon viene presto attaccato da un Hanumon che brandisce una katana e quando riesce a togliergliela di mano il Digimon si frammenta in dati ma lo stesso Angoramon cade vittima di un sortilegio legato all'arma, non riesce più a togliersela di dosso e sente una voce che continua a ripetergli "taglia". Dopo aver visto i ricordi dei precedenti possessori, Angoramon cerca di resistere dall'impulso di ammazzare gli altri e tenta invano di far ragionare lo spirito. Intanto che la forza vitale di Angoramon si esaurisce perché non squarta nessuno, Ruli inizia a cercarlo e si reca al tempio Shinsoji dove viene attaccata da quest'ultimo che è caduto vittima del controllo della spada. Hiro, Kiyoshiro e i loro Digimon vengono in suo soccorso e appare Musyamon che riesce a materializzarsi nella sua vera forma in quanto quando doveva emergere nel mondo umano era stato assorbito dalla sua katana maledetta Shiratorimaru. SymbareAngoramon lo affronta aiutato da Zubamon e dopo averlo sconfitto spezzando la lama della sua spada, tutte le sue vittime tornato in vita. |                   |         |
| 32 | Tu chi sei? 「オマエハ誰ダ」 - Omae wa dareda – "Chi sei?" | 3 luglio 2022     |         |
| 32 | Gammamon esce dal dormitorio per andare a incontrare un suo amico Digimon. In seguito Hiro sente bussare e quando apre trova il suo Digimon che comincia a comportarsi in maniera insolita e non capisce che si tratti di un sosia. Quando sta per arrivare l'originale, il sosia scompare nel nulla e Hiro rimane confuso poi apprende che l'amico del vero Gammamon non si è presentato all'appuntamento. Nei giorni seguenti si verifica lo scambio più volte fino a quando i due Gammamon non si incontrano accidentalmente dinanzi a Hiro. Tuttavia con grande sorpresa dell'originale, l'impostore è riuscito a manovrare i ricordi di tutti gli altri facendogli credere di essere lui il vero Gammamon e la stessa sorte è toccata a Jellymon. Rimasto solo, Gammamon incontra un Meicoomon che gli dice che quel Digimon gli ha rubato la sua identità e di conseguenza non gli è rimasto più nulla. Si scopre così che fa tutto parte di un piano di un gruppo di Betsumon, Digimon che sfruttano vari travestimenti per impossessarsi del dormitorio. Mentre la situazione sta sfuggendo di mano, Gammamon vede che Hiro e Betsumon stanno facendo un picnic e riesce finalmente a farsi riconoscere dal ragazzo. Canoweissmon sconfigge l'esercito di Betsumon, Clockmon decide di rimettere in riga i Digimon mascalzoni per le loro malefatte e ognuno torna ad avere la propria identità. |                   |         |
| 33 | I sussurri dei morti 「死霊ノ囁キ」 - Shiryō no sasayaki – "Il sussurro dello spirito morto" | 10 luglio 2022    |         |
| 33 | Durante un litigio tra Gammamon e Pickelmon, questi lancia un attacco che colpisce Kiyoshiro il quale sperimenta un'esperienza ai confini della morte dove sente una strana voce. Una volta svegliato, il ragazzo cerca in Internet ciò che riguarda il confine tra la vita e la morte e sente nuovamente la voce di prima, che finisce per inquietarlo. Svolge così diversi esami e Mummymon gli dice che esiste un medicinale per rivivere l'esperienza in punto di morte, poi Kiyoshiro continua ad essere tormentato dalla voce che gli fa credere che morirà. Hiro e gli altri lo scortano per la strada per il dormitorio mentre Ruli scopre da Mummymon che questo fenomeno potrebbe essere legato agli spiriti dei Digimon morti prima del tempo. Kiyoshiro viene investito da una macchina e finisce per incontrare dall'altra parte Sepikmon, il Digimon responsabile dei suoi tormenti, che vuole costringerlo a diventare suo amico portandolo del regno dei morti. Mentre i suoi amici cercano di risvegliarlo all'ospedale, Kiyoshiro si nasconde da Sepikmon e chiama al telefono gli altri ma viene preso dal Digimon. Jellymon decide di assumere il medicinale per raggiungere Kiyoshiro, così si evolve in TeslaJellymon, sconfigge Sepikmon e tornano indietro. Alla fine, Sepikmon viene condotto fuori città dove potrà fare amicizia con le anime dei defunti senza causare danni. |                   |         |
| 34 | Creature che strisciano lungo i muri 「壁這ウ者」 - Kabe hau mono – "Arrampicamuri" | 17 luglio 2022    |         |
| 34 | Una notte, un Digimon trasforma una ragazza in una creatura simile a un geco. L'indomani, dopo che Hiro e Gammamon hanno svolto le pulizie della casa, il ragazzo incontra durante la notte la creatura con le sembianze di un geco nell'abitazione, e dopo che questa se ne è andata, capisce che si tratta di Nanami Moriya, una sua amica delle scuole elementari. Il giorno successivo, Hiro va a trovare Nanami e riconferma il suo attuale aspetto, e scopre dai genitori che è in queste condizioni da una settimana e che esce di notte. Dopo averne parlato con i suoi amici, Hiro e gli altri decidono di seguire Nanami durante una delle sue escursioni notturne e scoprono che anche altri ragazzi hanno subito la stessa trasformazione e che rubano dei diamanti per darli come pasto al loro capo. Più tardi, quest'ultimo trasforma anche Ruli in un umano geco, e il mattino seguente, Kiyoshiro propone di andare all'università Higashi-izumi dove ci sarà una spedizione di diamanti per stanare il capo degli umani geco. Quella notte, gli umani geco rubano i diamanti e li portano a Salamandamon, dopodiché Hiro e gli altri vengono allo scoperto e BetelGammamon sconfigge il Digimon malvagio. Pentito delle sue azioni, Salamandamon riporta i ragazzi al loro aspetto originario e promette che non rapirà più gli esseri umani. |                   |         |
| 35 | Il lupo mannaro 「人狼」 - Hito ōkami – "Lupo mannaro" | 24 luglio 2022    |         |
| 35 | Durante una notte di pioggia, un ragazzo di nome Kenta viene attaccato da qualcuno e finisce in ospedale. Un giorno, Hiro e gli altri si recano nella città dove abitano i genitori di Ruli e scoprono che gli ologrammi non sono ben visti dalla gente a causa di alcuni incidenti avvenuti di recente. Sakura, una parente di Ruli, spiega al gruppo che quest'anno cade un evento che si verifica ogni 100 anni, ovvero la leggenda del lupo mannaro. Per saperne di più, i ragazzi vanno da nonna Sachi che è la persona che conosce maggiormente il mito, che gli racconta che suo nipote Kenta è stato attaccato dal lupo mannaro il giorno prima. Secondo la leggenda, per placare l'ira del lupo mannaro, ogni 100 anni viene offerta una fanciulla della luna, ovvero un membro della famiglia Tsukiyono di cui fa parte Ruli. Siccome il lupo continua a causare danni, i ragazzi decidono di investigare e Ruli finisce per avere una visione che la porta a chiedere a Sachi cosa occorra per fare il sacrificio. Simulata una messinscena, il gruppo scorta Ruli presso un santuario e qui appare Manticoremon, che rapisce la ragazza mentre gli altri tentano di liberarla. Durante la battaglia, SymbareAngoramon super evolve Lamortmon e sconfigge il nemico, dopodiché arriva Darcmon che porta via il Digimon che si rivela essere un suo servitore. |                   |         |
| 36 | Il labirinto del dolore 「嘆キノ迷宮」 - Nageki no meikyū – "Labirinto del lutto" | 31 luglio 2022    |         |
| 36 | In città si svolgono dei fenomeni inspiegabili come la sparizione di edifici o la trasformazione di persone in statue. Un pomeriggio, i ragazzi scelgono di visitare una grotta in compagnia di Kazu, Piyochin, Iizuka e Niko, amici che Ruli ha conosciuto tramite un forum di leggende metropolitane. Mentre esplorano l'interno, sentono alcuni singhiozzi e l'area circostante inizia a crollare, ma riescono a mettersi in salvo. Dato che la strada principale è bloccata, i membri della spedizione cercano un'uscita alternativa ma Iizuka, Kazu, Niko e Piyochin spariscono in maniera sospetta. Nel giro di poco anche gli altri vengono separati, dopodiché Hiro, BetelGammamon e TeslaJellymon arrivano in una stanza dove sono presenti molte persone tramutate in argilla e scoprono che il responsabile è Gigasmon, che si sente triste in quanto gli umani non possono diventare Digiuova. Dopo che Canoweissmon ha sconfitto Gigasmon, questi rivela di aver scambiato il trailer di un film catastrofico sul disastro ambientale per una profezia sull'estinzione dell'umanità e che voleva creare una tomba in modo da evitare ulteriori sofferenze. Chiarito l'equivoco, Gigasmon ferma il crollo della caverna e riporta tutti alla normalità, dopodiché parte per un viaggio per verificare se c'è altra speranza. |                   |         |
| 37 | Il branco dei morti 「死霊ノ群レ」 - Shiryō no mure – "Branco di morti" | 7 agosto 2022     |         |
| 37 | Dopo che due uomini hanno scaricato dei rifiuti illegalmente in una montagna, emergono dal terreno degli zombi scheletrici. Un pomeriggio, Hiro, Ruli e i loro Digimon decidono di raggiungere Kiyoshiro che si trova in un centro dati in riva a un lago. Ruli e Angoramon scelgono di andarci volando, mentre Hiro e Gammamon si fanno dare un passaggio da un uomo, che gli racconta che nella zona stanno sparendo degli animali. Mentre i mostri zombificano dei cinghiali, Ruli nota delle stranezze in città e Hiro incontra Kiyoshiro che spiega che Jellymon sta facendo delle escursioni in montagna. Questa incontra gli zombi mentre eseguono un sacrificio e fugge via, ma poi i mostri iniziano a trasformare gli abitanti e altri animali in loro alleati. SymbareAngoramon sconfigge alcuni di loro e gli abitanti ancora normali li rinchiudono in un garage, dopodiché il gruppo sale sulla montagna e qui i due uomini che scaricano rifiuti vengono inghiottiti da una voragine. Giunti in cima, i Digimon combattono contro gli zombi e scoprono che il loro capo è RareRaremon, un Digimon in grado di scomporre e ricomporre il proprio corpo, che vuole mietere vittime per alimentarsi. I ragazzi si riuniscono e scoprono che RareRaremon è impazzito, perciò intendono farlo tornare ad essere un Digiuovo per evitare che causi altri danni. I Digimon uniscono le forze e lo sconfiggono, riportando le persone alla normalità. |                   |         |
| 38 | L'esorcista 「陰陽師」 - Onmyōji – "L'indovino" | 14 agosto 2022    |         |
| 38 | Mentre sta tornando a casa da lavoro, un uomo viene attaccato da un'esorcista che lo trasforma in un talismano. Durante il festival estivo di Kamakura, Hiro fa visita a un istituto gemello al suo e gli viene chiesto di partecipare alla "Danza del giovane signore", una tradizione della scuola. Nel bel mezzo della cerimonia, Hiro viene teletrasportato all'interno di un santuario, dove Doumon usa un talismano per renderlo il giovane signore del clan Hojo, di cui è un servitore. Mentre Gammamon fa la conoscenza di Espimon, Doumon spiega che dopo 700 anni ha trovato un ricettacolo per accogliere l'anima del suo signore per permettere al clan Hojo di instaurare un nuovo shogunato. Doumon mostra che sta raccogliendo un esercito di shikigami in modo da raggiungere i loro piani di dominio e nel frattempo Gammamon ed Espimon affrontano alcuni shikigami. I piani di Doumon proseguono indisturbati e altre persone si uniscono alla sua causa per vendicarsi degli Ashikaga, poi Gammamon contatta Ruli, dopodiché lei e gli altri chiedono l'aiuto di Airdramon. Gammamon ed Espimon si recano da Hiro e il primo riesce a liberare il ragazzo dal talismano che lo controllava, poi Canoweissmon sconfigge Doumon dal quale fuoriescono le anime del clan Hojo. Doumon spiega che durante le sue ricerche sulle arti esoteriche è stato posseduto dagli spiriti vendicativi del clan Hojo, poi riporta le persone alle loro sembianze originali e parte per un viaggio per continuare le sue ricerche. Alla fine, i ragazzi si riuniscono ed Espimon se ne va in quanto non crede che Hiro sia la persona che sta cercando. |                   |         |
| 39 | La remota isola del contagio 「感染孤島」 - Kansen kotō – "Isola del contagio" | 21 agosto 2022    |         |
| 40 | Spiaggia a spirale 「螺旋海岸」 - Rasen kaigan – "Spiaggia a spirale" | 28 agosto 2022    |         |
| 41 | Il pagliaccio 「道化師」 - Dōkeshi – "Pagliaccio" | 4 settembre 2022  |         |
| 42 | Il cacciatore di umani 「人狩リ」 - Hito gari – "Caccia umana" | 11 settembre 2022 |         |
| 43 | Occhi rossi 「赤目」 - Akame – "Occhio rosso" | 18 settembre 2022 |         |
| 44 | Ruggine 「赤錆」 - Akasabi – "Ruggine rossa" | 25 settembre 2022 |         |
| 45 | Il giornale fantasma 「幽霊新聞」 - Yūrei shinbun – "Giornale fantasma" | 2 ottobre 2022    |         |
| 46 | Il banchetto della regina 「女王ノ晩餐」 - Joō no bansan – "Il banchetto della regina" | 9 ottobre 2022    |         |
| 47 | Il ricordo eterno 「永遠ノ記憶」 - Eien no kioku – "Il ricordo eterno" | 16 ottobre 2022   |         |
| 48 | La sposa bianca 「白イ花嫁」 - Shiroi hanayome – "La sposa bianca" | 23 ottobre 2022   |         |
| 49 | Il festival del raccolto cremisi 「真紅ノ収穫祭」 - Shinku no shūkakusai – "La festa del raccolto cremisi" | 30 ottobre 2022   |         |
| 50 | Ricambiare 「オカエシ」 - Okaeshi – "Rivincita" | 6 novembre 2022   |         |
| 51 | Senza testa 「首ナシ」 - Kubi nashi – "Senza testa" | 13 novembre 2022  |         |
| 52 | Il lago misterioso 「妖ノ湖」 - Ayakashi no mizuumi – "Lago misterioso" | 20 novembre 2022  |         |
| 53 | Il re del sapere 「知識王」 - Chishiki ō – "Re della conoscenza" | 27 novembre 2022  |         |
| 54 | Chiaroveggenza 「千里眼」 - Senrigan – "Chiaroveggenza" | 4 dicembre 2022   |         |
| 55 | Bakeneko 「化ケ猫」 - Bakeneko – "Bakeneko" | 11 dicembre 2022  |         |
| 56 | Impurità 「穢レ」 - Kegare – "Impurità" | 18 dicembre 2022  |         |
| 57 | Il taxi fantasma 「幽霊タクシー」 - Yūrei Takushī – "Taxi fantasma" | 25 dicembre 2022  |         |
| 58 | La piramide 「金字塔」 - Kinjitō – "Piramide" | 8 gennaio 2023    |         |
| 59 | Jiraiya 「児雷也」 - Jiraiya – "Jiraiya" | 15 gennaio 2023   |         |
| 60 | Il fantasma dell'acqua 「水ノ幽霊」 - Mizu no yūrei – "Fantasma dell'acqua" | 22 gennaio 2023   |         |
| 61 | Risurrezione 「ヨミガエリ」 - Yomi gaeri – "Ritorno dall'inferno" | 29 gennaio 2023   |         |
| 62 | Il piano misterioso 「幻ノ階」 - Maboroshi no kai – "Il piano fantasma" | 5 febbraio 2023   |         |
| 63 | Ingordigia 「暴食」 - Bōshoku – "Gola" | 12 febbraio 2023  |         |
| 64 | La chiamata 「呼ビ声」 - Yobigoe – "La chiamata" | 19 febbraio 2023  |         |
| 65 | La zona nera della morte 「黒ノ決死圏」 - Kuro no kesshiken – "La zona nera della morte" | 26 febbraio 2023  |         |
| 66 | Il drago nero della distruzione 「破滅ノ漆黒竜」 - Hametsu no shikkokuryū – "Il rovinoso drago nero" | 19 marzo 2023     |         |
| 67 | Colui che divora tutto 「スベテヲ喰ラウモノ」 - Subete o kurau mono – "Colui che consuma tutto" | 26 marzo 2023     |         |